# Ferrari 308 GTB/GTS
O Ferrari 308 é um carro desportivo da fabricante italiana Ferrari equipado com motor central V8. Foi produzido entre 1975 e 1985.

## Geral
Apresentado em 1975 no Paris Motor Show, a Pininfarina usou para produzir o 308 GTB componentes mecânicos do 308 GT4 e teve sua inspiração estilística do 246 GT e 365 GT4 BB. 
Originalmente os modelos 308 GTB/GTS tinham sua carroceria em fibra de vidro e após 808 carros, a Ferrari modificou para metal em junho de 1977. Isso adicionou 150 kg a mais ao peso do carro.
Em 1980 os carburadores Weber 40 foram substituídos pela injeção Bosch K-Jetronic e a potência reduzida de 255 hp para 214 hp e o nome modificado para 308 GTBi/GTSi.
A versão Quattrovalvole (QV) foi introduzida em 1982 e como o nome sugere o número de válvulas por cilindros passou de dois para quatro e a potência subiu para os 240 hp.
Três versões compuseram a evolução do modelo 308: GTB/GTS (1975-1980), GTBi/GTSi (1981-1982) e GTB/GTS QV (1982-1985). Foram produzidas 12,149 unidades.
O modelo foi consagrado popularmente no seriado norte-americano Magnum, P.I., da década de 1980, onde aparecia como o carro do protagonista da série.

## Dados técnicos
• Motor: transversal central-traseiro, V8 (90 graus)
• Cilindrada:  2927cc
• Potência: 255hp GTB/GTS; 214hp GTBi/GTSi; QV 240hp
• Performance: velocidade máxima 252 km/h (GTB/GTS); 240 km/h (GTSi/GTB); 255 km/h (QV)
• Câmbio: Manual de 5 velocidades